# Else von Richthofen
Else von Richthofen  (Château-Salins, 8 de octubre de 1874- Heidelberg, 22 de diciembre de 1973) fue una escritora, socióloga e investigadora de ciencias humanas y sociales alemana, esposa del economista alemán Edgar Jaffé, pariente lejana del « Barón Rojo » Manfred von Richthofen y cuñada del novelista británico D. H. Lawrence por su hermana Frieda von Richthofen.

## Biografía
La baronesa Elisabeth Helene Amalie Sophie von Richthofen, Else Jaffé, nació en Alsacia durante la primera anexión alemana. Su padre, Friedrich Ernst Emil Ludwig von Richthofen ( 1844-1915 ) era un ingeniero castrense de la armada imperial alemana casado con Anna Elise Lydia Marquier ( 1852-1930 ).
Aunque Else von Richthofen comenzó a trabajar como profesora, se matriculó en la Universidad de Heidelberg obteniendo un doctorado en economía en 1901. Trabajó más tarde como inspectora de trabajo en Karlsruhe.
Se casó con un pupilo del economista Max Weber, Edgar Jaffé (1865-1921), en 1902. Edgar Jaffé, ya un economista reconocido compró la revista científica "Archiv für Sozialwissenschaft und Sozialpolitik", en la que Max Weber era redactor. Con Edgar Jaffé, Else von Richthofen tuvo dos hijos Marianne (nacida en 1905) y Hans (nacido en 1909).

## Publicaciones
- Das Wahlrecht der Arbeiterinnen zu den Gewerbegerichten, en: Die Frau, 1907.
- Die Frau in der Gewerbe-Inspektion, in: Schriften des Ständigen Ausschusses für Arbeiterinteressen, 1910.